# Kaszaper
Kaszaper este un sat în districtul Mezőkovácsháza, județul Békés, Ungaria, având o populație de 2.056 de locuitori (2011). 

## Demografie
Componența etnică a satului Kaszaper
     Maghiari (97,94%)
     Necunoscut (0,35%)
     Alții (1,71%)
Componența confesională a satului Kaszaper
     Fără religie (32,49%)
     Romano-catolici (32,1%)
     Reformați (3,26%)
     Luterani (2,19%)
     Necunoscută (28,99%)
     Alte religii (1,12%)
Conform recensământului din 2011, satul Kaszaper avea 2.056 de locuitori. Din punct de vedere etnic, majoritatea locuitorilor (97,94%) erau maghiari. Apartenența etnică nu este cunoscută în cazul a 0,35% din locuitori. Nu există o religie majoritară, locuitorii fiind persoane fără religie (32,49%), romano-catolici (32,1%), reformați (3,26%) și luterani (2,19%). Pentru 28,99% din locuitori nu este cunoscută apartenența confesională.